# Article 68 de la Constitution tunisienne de 1959
L'article 68 de la Constitution tunisienne de 1959 est le 68e des 78 articles de la Constitution tunisienne adoptée le 1er juin 1959.
Il définit la Haute Cour.

## Texte
« La Haute cour se constitue en cas de haute trahison commise par un membre du gouvernement. La compétence et la composition de la Haute cour ainsi que la procédure applicable devant elle sont fixées par la loi. »